# Notriolus quadriplagiatus
Notriolus quadriplagiatus is een keversoort uit de familie beekkevers (Elmidae). De wetenschappelijke naam van de soort werd in 1926 gepubliceerd door Carter.